# Autopista AP-71
Die Autopista AP-71 oder Autopista León-Astorga ist eine Autobahn in Spanien. Die Autobahn beginnt in León und endet in Astorga.

## Größere Städte an der Autobahn
- León
- Astorga